# Ryszard Krawiarz
Ryszard Krawiarz (ur. 21 stycznia 1935 w Świętochłowicach, zm. 11 kwietnia 2023) – polski piłkarz występujący na pozycji napastnika.

## Życiorys
Wychowanek Konstalu Chorzów, następnie występował w AKS Chorzów. 8 maja 1957 roku wystąpił w reprezentacji Polski B w przegranym 1:3 meczu z reprezentacją ligi węgierskiej. W 1959 roku został powołany do wojska, przez co występował w Śląsku Wrocław. W ciągu dwóch lat gry w tym klubie zdobył w II lidze 21 goli. W 1961 roku został piłkarzem Zagłębia Sosnowiec. W I lidze zadebiutował 19 marca w przegranym 1:4 meczu z Górnikiem Zabrze. W latach 1962 i 1963 zdobył z klubem Puchar Polski, a w sezonie 1963/1964 wicemistrzostwo kraju. W sezonie 1963/1964 rozegrał trzy mecze przeciwko Olympiakosowi w ramach Pucharu Zdobywców Pucharów (1:2, 1:0, 0:2). W tym samym sezonie wystąpił w meczach Pucharu Karla Rappana przeciwko Motorowi Jena (0:2, 2:0), Slovnaftowi Bratysława (0:1, 1:0) i Veležowi Mostar (4:1, 1:4). W 1964 roku wygrał z Zagłębiem International Soccer League. Ogółem w barwach sosnowieckiego klubu zdobył 19 bramek w 75 spotkaniach I ligi. W 1966 roku osiedlił się w Sydney, gdzie występował także w lokalnym klubie „Polonia”.

## Statystyki ligowe
| Sezon     | Klub               | Liga    | Mecze | Gole |
| --------- | ------------------ | ------- | ----- | ---- |
| 1959      | Śląsk Wrocław      | II liga | ?     | 10   |
| 1960      | Śląsk Wrocław      | II liga | ?     | 11   |
| 1961      | Zagłębie Sosnowiec | I liga  | 26    | 6    |
| 1962      | Zagłębie Sosnowiec | I liga  | 12    | 2    |
| 1962/1963 | Zagłębie Sosnowiec | I liga  | 15    | 5    |
| 1963/1964 | Zagłębie Sosnowiec | I liga  | 8     | 2    |
| 1964/1965 | Zagłębie Sosnowiec | I liga  | 14    | 4    |